# Les Avins
Les Avins is een dorp in de Belgische provincie Luik en een deelgemeente van de gemeente Clavier. Tot 1 januari 1977 was het een zelfstandige gemeente.
In 1635 vond hier de Slag bij Les Avins plaats tussen een Frans en een Spaans leger. Ter plaatse staat een gedenksteen.
In Les Avins zijn er drie grotten die dienden als collectieve begraafplaatsen. Er werden resten en urnen gevonden daterend van het neolithicum meer dan 4500 jaren geleden tot de Middeleeuwen en ook resten van een bruine beer.

## Galerij

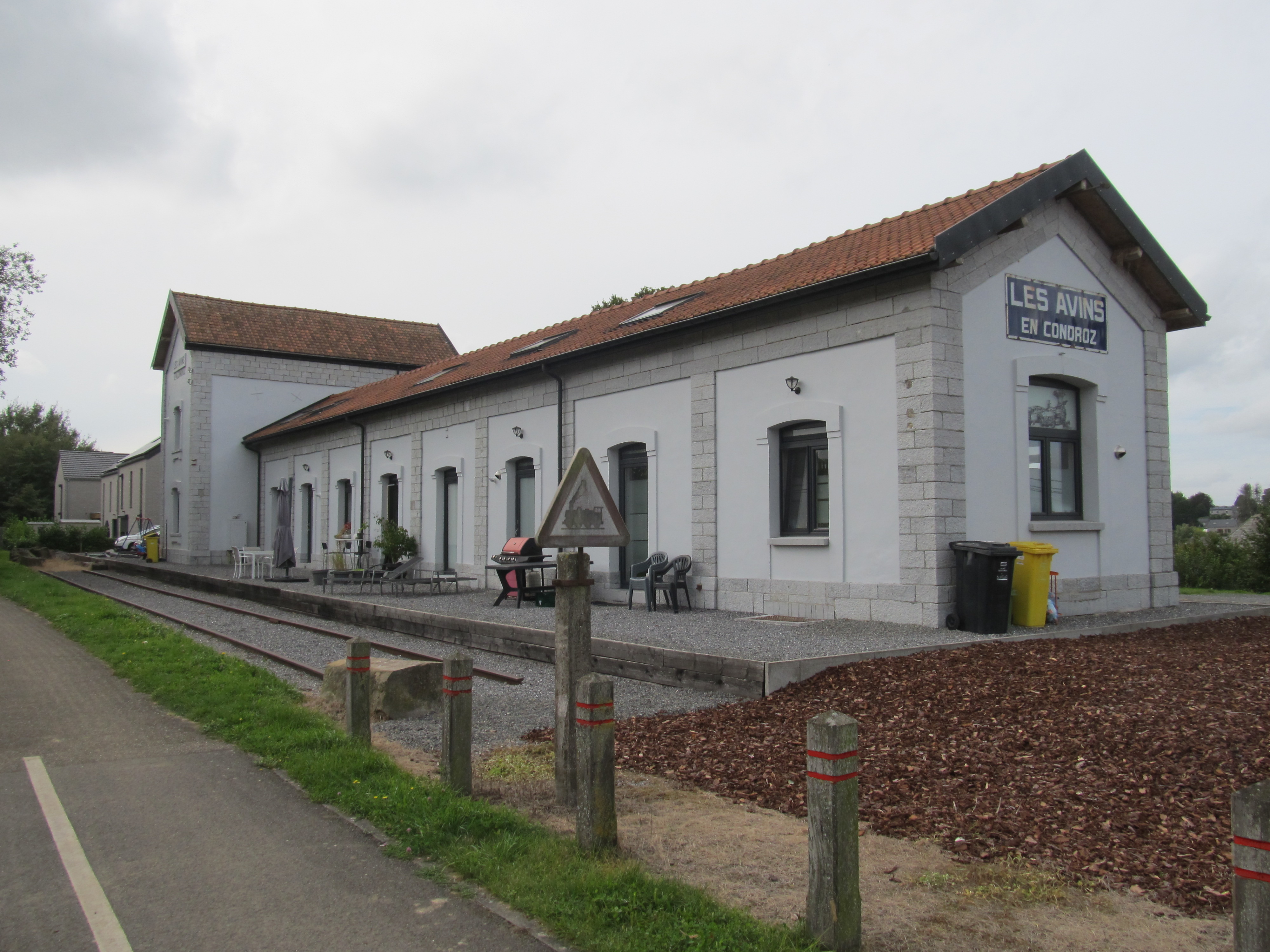
Voormalig station Les-Avins-en-Condroz
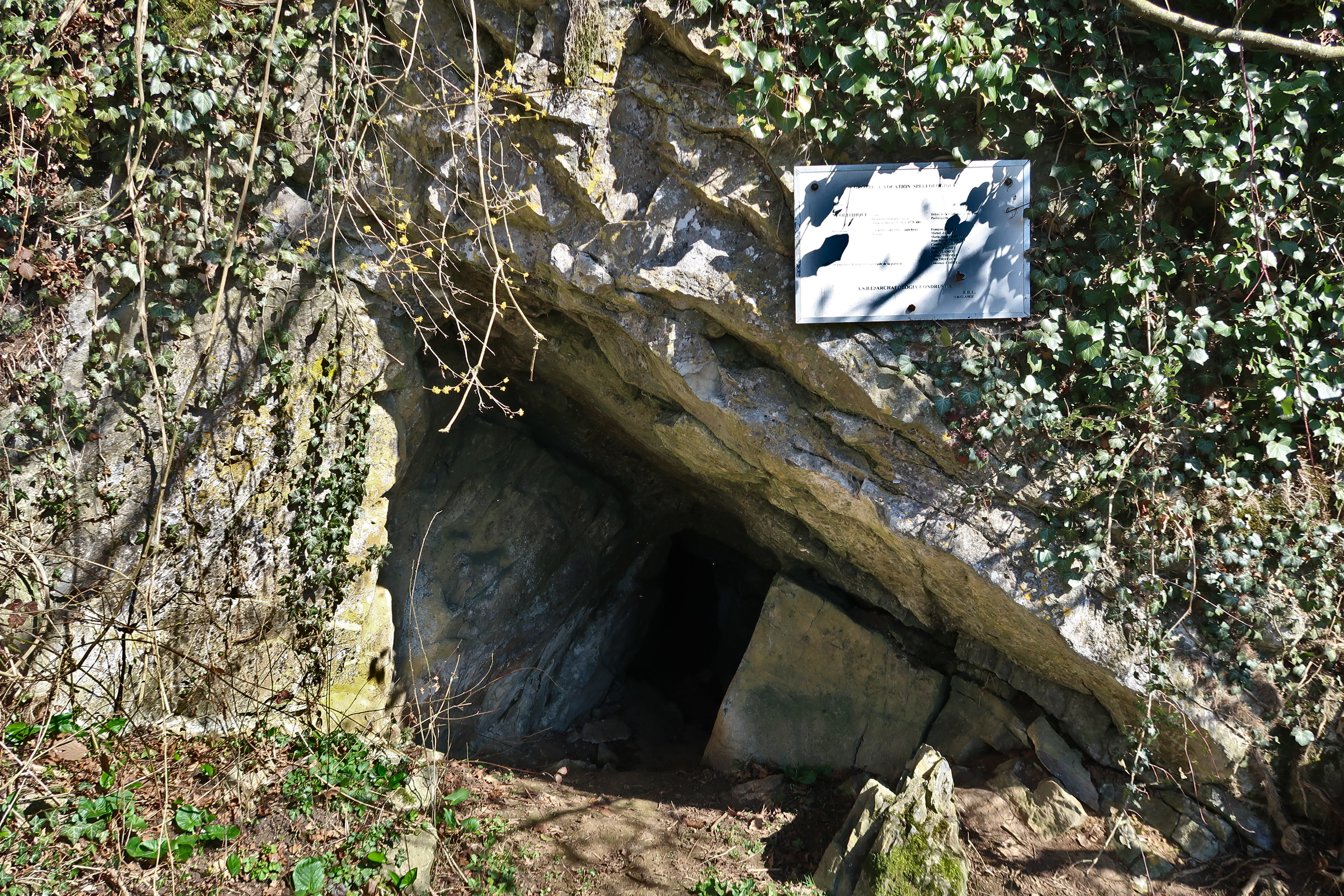
Grotte ossuaire en Les Avins

## Demografische ontwikkeling
- Bron: NIS; Opm:1806 t/m 1970=volkstellingen; 1976=inwoneraantal op 31 december

Deelgemeenten: Bois-et-Borsu · Clavier · Les Avins · Ocquier · Pailhe · Terwagne

Overige dorpen en gehuchten: Amas · Atrin · Bois · Borsu · Clavier-Station · Ochain · Odet · Pair · Petit Avin · Saint-Fontaine · Vervoz 

Belgische gemeenten · arrondissement Hoei · provincie Luik · Wallonië